# Mario Santillán
Mario Santillán Hernández (22 de abril de 1981) es un deportista mexicano que compitió en atletismo adaptado. Ganó dos medallas en los Juegos Paralímpicos de Pekín 2008.

## Palmarés internacional
| Juegos Paralímpicos | Juegos Paralímpicos | Juegos Paralímpicos | Juegos Paralímpicos |
| Año                 | Lugar               | Medalla             | Prueba              |
| ------------------- | ------------------- | ------------------- | ------------------- |
| 2008                | Pekín (China)       | Medalla de oro      | Maratón T46         |
| 2008                | Pekín (China)       | Medalla de bronce   | 5000 m T46          |